# Гамильтон, Густав, 2-й виконт Бойн
Густав Гамильтон, 2-й виконт Бойн (англ. Gustavus Hamilton, 2nd Viscount Boyne; 1710 — 18 апреля 1746) — ирландский пэр и политик.

## Происхождение и образование
Родился в 1710 году, вероятно, в Ирландии. Старший сын достопочтенного Фредерика Гамильтона (ок. 1663—1715) и его жены Софии Гамильтон (? — 1748). Внук и преемник генерал-майора Густава Гамильтона, 1-го виконта Бойна (1642—1723). Его отец был старшим сыном и наследником, но умер раньше своего деда. Его отцовская семья была протестантской младшей ветвью католических графов Аберкорн, которые, в свою очередь, происходили от шотландского клана Гамильтон.
Мать Густава была дочерью Джеймса Гамильтона из Толлимора, близ Ньюкасла, графство Даун, и сестрой Джеймса Гамильтона, 1-го графа Кланбрассила. Родители Густава поженились 1 сентября 1707 года.

## Почести и должности
20 октября 1715 года король Великобритании Георг I пожаловал его деду титул барона Стакаллана (Пэрство Ирландии). С тех пор его отец именовался достопочтенным Фредериком Гамильтоном, будучи сыном пэра. Его отец пользовался этой честью менее двух месяцев, так как неожиданно умер 10 декабря 1715 года. Это сделало молодого Густава наследником в возрасте пяти лет. После смерти отца мать отвезла его в Лондон и отправила в Вестминстерскую школу.
20 августа 1717 года его дед был повышен до титула виконта Бойна, а молодой Густав получил титул барона Гамильтона из Стакаллана в качестве титула учтивости. 16 сентября 1723 года, в возрасте 13 лет, Густав Гамильтон стал преемником своего деда в качестве 2-го виконта Бойна . В 1736 году виконт Бойн стал членом Тайного совета Ирландии. С 1737 года по 1746 год— комиссар Ирландской налоговой службы.
Его ирландское виконтство не лишало его права заседать в британской Палате общин. Густав Гамильтон заседал в Палате общин Великобритании от Ньюпорта на острове Уайт в 1736—1741 годах.

## Венеция
С января по март 1730 года виконт Бойн и Эдвард Уолпол находились в Венеции, наслаждаясь удовольствиями карнавала. Сразу после поездки Эдвард Уолпол, младший сын сэра Роберта Уолпола, премьер-министра Великобритании, был избран в парламент в качестве члена от Лостуитиела на дополнительных выборах в апреле 1730 года после смерти сэра Эдварда Нэтчбулла. Однако Бойн снова отправился в Венецию следующей зимой.
В 1734 году виконт Бойн был одним из основателей Общества дилетантов, группы англичан, которые совершили свое Гран-туры и встретились, чтобы обсудить и оказать своё влияние на вопросы вкуса в Лондоне. Среди других членов Общества был его «особый друг, печально известный повеса» Фрэнсис Дэшвуд, 11-й барон ле Деспенсер.

## Смерть
Виконт Бойн скончался неженатым 18 или 20 апреля 1746 года и был похоронен в Стакаллане. Его кузен Фредерик Гамильтон унаследовал титул 3-го виконта Бойна.